# Gerichtsbezirk Sankt Marein bei Erlachstein
Der Gerichtsbezirk Sankt Marein bei Erlachstein (slowenisch: sodni okraj Šmarje pri Jelšah) war ein dem Bezirksgericht Šmarje pri Jelšah unterstehender Gerichtsbezirk im Bundesland Steiermark. Er umfasste Teile des politischen Bezirks Cilli (Celje) und wurde 1919 dem Staat Jugoslawien zugeschlagen.

## Geschichte
Der Gerichtsbezirk Sankt Marein bei Erlachstein wurde durch eine 1849 beschlossene Kundmachung der Landes-Gerichts-Einführungs-Kommission als Gerichtsbezirk Erlachstein geschaffen und umfasste ursprünglich die sieben Gemeinden Lemberg bei Plankenstein, Ob. Süßenheim, Ponigl, Schleinitz, St. Marein, St. Stephan und St. Veit. Der Gerichtsbezirk Sankt Marein bei Erlachstein bildete im Zuge der Trennung der politischen von der judikativen Verwaltung ab 1868 gemeinsam mit den Gerichtsbezirken Cilli, Gonobitz, Franz, Oberburg und Tüffer den Bezirk Cilli.
Der Gerichtsbezirk wies 1890 eine anwesende Bevölkerung von 18.745 Personen auf, wobei 18.534 Menschen Slowenisch und 106 Menschen Deutsch als Umgangssprache angaben. 1910 wurden für den Gerichtsbezirk 17.740 Personen ausgewiesen, von denen 17.472 Slowenisch (98,5 %) und 123 Deutsch (0,7 %) sprachen.
Durch die Grenzbestimmungen des am 10. September 1919 abgeschlossenen Vertrages von Saint-Germain wurde der Gerichtsbezirk Sankt Marein bei Erlachstein zur Gänze dem Königreich Jugoslawien zugeschlagen.

## Gerichtssprengel
Der Gerichtssprengel Sankt Marein bei Erlachstein umfasste im Jahr 1910 kurz vor seiner Auflösung die 15 Gemeinden Lemberg, Nezbiše (Neswisch), Ponikva (Ponigl), Roginska Gorca, Šmarje pri Jelšah (Sankt Marein bei Erlachstein Markt), Šmarje pri Jelšah Okolica (Sankt Marein bei Erlachstein Umgebung), Sladka Gora (Süßenberg), Sveta Ema (Sankt Hemma), Sveti Peter na Medvedovem Selu (Sankt Peter im Bärenthale), Sveti Vid pi Ponikvi (Sankt Veit bei Ponigl), Slivnica (Schleinitz), Tinsko, Zibika (Sibika) und Žusem (Süßenheim).